# La conquista de Belgrado
La Conquista de Belgrado (serbio latino: Osvajanje Beograda; serbio cirílico: Освunјunнјe Беoгрunдun) es una pintura al óleo de la artista romántica Katarina Ivanović, uno de primeras mujeres pintoras significativas de Serbia. Pintado hacia 1844,  describe la captura de Belgrado por revolucionarios serbios a finales de 1806, durante la primera insurrección serbia.
Ivanović se inspiró para esta obra en el libro Historia del pueblo servio mientras estudiaba en la Academia de Bellas Artes de Múnich. La pintura fue mal recibida por los críticos de arte de Belgrado. Un historiador de arte sugirió que esto se debió a su pobre concepción de composición y espacio. En la década de 1870, las obras de Ivanović ya habían sido olvidados en Serbia. La Conquista de Belgrado fue una de cuatro pinturas ofrecida por Ivanović a la Galería de Retratos Históricos en 1874. La Galería fue la semilla de lo que ahora es el Museo Nacional de Serbia.

## Descripción e historia
La Conquista de Belgrado fue pintada al óleo sobre tela, mide 157 por 188.5 centímetros (61.8 por 74.2 pulgadas). Describe la captura de la ciudad por revolucionarios serbios a finales de 1806, durante la Primera insurrección serbia. Esta batalla terminó decidiendo el destino de la insurrección.